# Richard Cecil
Richard Valentine Gascoyne-Cecil (ur. 26 stycznia 1948, zm. 20 kwietnia 1978) – brytyjski arystokrata i dziennikarz, młodszy syn Roberta Gascoyne-Cecila, 6. markiza Salisbury i Marjorie Wyndham-Quin, córki kapitana Valentine’a Wyndham-Quina. Jego starszym bratem był 7. markiz Salisbury.
Rodzina Richarda miała wieloletnie powiązania z Rodezją i liczne kontakty wśród jej elit rządzących. Cecilowie należeli również do największych posiadaczy ziemskich kolonii. Dziadek lorda Richarda, Robert Gascoyne-Cecil, 5. markiz Salisbury, aktywnie wspierał rządy białej mniejszości w Rodezji po Jednostronnej Deklaracji Niepodległości w 1965 r.

## Edukacja i wczesna kariera
Wykształcenie odebrał w Eton College i w Royal Military Academy Sandhurst. Po ukończeniu tej ostatniej szkoły wstąpił do armii, do regimentu Grenadier Guards. Służbę odbywał w Irlandii Północnej (wspomniany w rozkazie dziennym w 1973 r.). Mimo iż został awansowany do stopnia kapitana, zrezygnował z kontynuowania kariery wojskowej na rzecz kariery politycznej.
Lord Richard zapisał się w 1973 r. na kurs politologii na Sussex University, ale rzadko uczęszczał na zajęcia i kursu ostatecznie nie ukończył. W lipcu 1974 r. został kandydatem konserwatystów w wyborach do Izby Gmin w okręgu Barrow-in-Furness. Podczas kampanii wyborczej skarżył się, że politycy powstrzymują operacje wojskowe w Irlandii Północnej. Postulował również danie zezwolenia armii na organizowanie wypadów na tereny Republiki Irlandzkiej, w celu chwytania tam członków IRA. Wybory, które odbyły się w październiku 1974 r. przyniosły porażkę lordowi Richardowi, który przegrał z kandydatem laburzystów różnicą 7 400 głosów (3%). Wtedy Cecil zdecydował się rozpocząć pracę jako dziennikarz, ale nie porzucił myśli o karierze politycznej, do której gotów był powrócić, gdyby zwolniło się jakieś miejsce w Izbie Gmin.

## Dziennikarstwo i Rodezja
Doświadczenia wyniesione ze służby wojskowej oraz koneksje towarzyskiego doprowadziły, że w połowie lat 70. lord Richard wyjechał do południowej Afryki, relacjonować narastający konflikt między rządzącą białą mniejszością a murzyńskim ruchem nacjonalistycznym w Rodezji. Na miejscu zawarł wiele bliskich znajomości z prominentnymi politykami rodezyjskimi, min. z ministrem spraw zagranicznych Peterem van der Bylem.
W 1976 r., kiedy konflikt przekształcił się w wojnę partyzancką, lord Richard użył swych znajomości, by zaciągnąć się do rodezyjskiej armii i brać udział w jej działaniach. Jego przyjaźń z van der Bylem powodowała, że mógł relacjonować zdarzenia, do których nie dopuszczano innych dziennikarzy. Pisane przez niego sprawozdania były drukowane w licznych magazynach, min. w Timesie. Relacjonował również konflikt dla telewizji ITN TV. Był również producentem i prezenterem programu Front Line Rhodesia emitowanego w TV Eye.
Z natury lubiący przygody, lord Richard często towarzyszył wojskom rządowym podczas operacji bojowych, nosząc mundur i karabin. Sam wielokrotnie otwierał ogień do partyzantów. Ignorował stwierdzenie, że takie zachowanie jest niebezpieczne i nieprzystoi dziennikarzowi.
Lord Richard był nazywany przez niektórych dziennikarzy „młodym Winstonem”, co porównywało jego karierę ze wczesną karierą późniejszego premiera Winstona Churchilla, który pisał reportaże wojenne z kolonialnych konfliktów w Indiach, Sudanie i z wojen burskich. To przezwisko nie było jednak powszechnie używane.

## Śmierć
20 kwietnia 1978 r. lord Richard razem ze swoim kamerzystą, Nickiem Downie, i oddziałem spadochroniarzy rodezyjskich wyskoczył z samolotu na północno-zachodnim terytorium Rodezji. Zamierzał nakręcić kolejny materiał o wojnie domowej. Oddział został jednak rozproszony, a miejsce jego lądowania zostało wykryte przez partyzantów z ZANLA (Afrykańska Armia Narodowowyzwoleńcza Zimbabwe, Zimbabwe African National Liberation Army). Kiedy lord Richard próbował zdjąć spadochron został odnaleziony przez partyzanta, który strzelił do niego z odległości ok. 5 metrów. Lord został trafiony w klatkę piersiową, żołądek i nogi. Zmarł po upływie kilku minut.
(Ostatnie chwile lorda Richarda Cecila opisane na podstawie raportu Nicka Downiego, Rory’ego Pecka oraz artykułu Fredericka Cleary’ego opublikowanego w „The Timesie” 22 kwietnia 1978 r.)
Rodezyjski minister obrony uznał lorda Richarda za poległego w akcji. Jego ciało zostało wysłane do Anglii, gdzie odbył się jego pogrzeb.

## Pokłosie
Peter van der Byl na wieść o śmierci lorda Richarda wypowiedział następujące słowa:
Lord Richard był najznakomitszym młodym mężczyzną jakiego poznałem. Reprezentował on to co najlepsze, to co pozwoliło Narodowi Angielskiemu stać się wielkim i utworzyć Brytyjskie Imperium.
Pogrzeb lorda Richarda odbył się w Parish Church of St. Mary and St. Bartholomew w Cambridge 27 kwietnia 1978 r. Msza żałobna odbyła się 9 maja w Guards Chappel w Wellington Barracks. W obu uroczystościach uczestniczyli liczni przedstawiciele arystokracji (min. lord Mountbatten), wojska i mediów.
Śmierć lorda Richarda była jednym z wydarzeń, które doprowadziły do końca rządów białej mniejszości w Rodezji, która utrzymywała się głównie dzięki poparciu brytyjskiego establiszmentu. Śmierć Cecila spowodowała, że tzw. rząd UDI (od Unilateral Declaration of Independence, Jednostronnej Deklaracji Niepodległości”) zaczął stopniowo tracić poparcie.
Wymownym świadectwem zmiany sposobu myślenia brytyjskich klas wyższych była wypowiedź lorda Cranborne’a, starszego brata Richarda, wybranego do Izby Gmin w 1979 r. W swojej pierwszej mowie w Parlamencie, wezwał on premiera Rodezji, Iana Smitha, do rezygnacji i oddania władzy w ręce czarnej większości.
Cranborne, po lunchu w Turf Club, zaproponował van der Bylowi członkostwo w tym klubie. Ten ostatni jest znany jako człowiek, który określał wszystkich murzynów mianem „dzikusów”.